# Мотоки, Сакура
Сакура Мотоки (яп. 元木 咲良; 11 декабря 2002) — японская спортсменка, борец вольного стиля, Олимпийская чемпионка 2024 года, призёр чемпионатов мира.

## Карьера
В сентябре 2022 года на чемпионате мира в Белграде в схватке за 3 место на туше победила китаянку Чжан Ци, став обладателем бронзовой медали. В сентябре 2023 года в финале чемпионата мира в Белграде, уступила Айсулуу Тыныбековой из Кыргызстана, став обладателем серебряной награды. В январе 2024 года принимала участие на рейтинговом турнире «Загреб Опен», где в полуфинале снова встретилась с Тыныбековой, которой вновь уступила, а на малый финал Мотоки не вышла, тем самым бронзовая медаль досталась россиянке Алине Касабиевой.

## Достижения
- Первенство мира по борьбе среди кадетов 2018 — ;
- Чемпионат мира по борьбе 2022 — ;
- Чемпионат мира по борьбе 2023 — ;